# Dorfkirche Quitzow

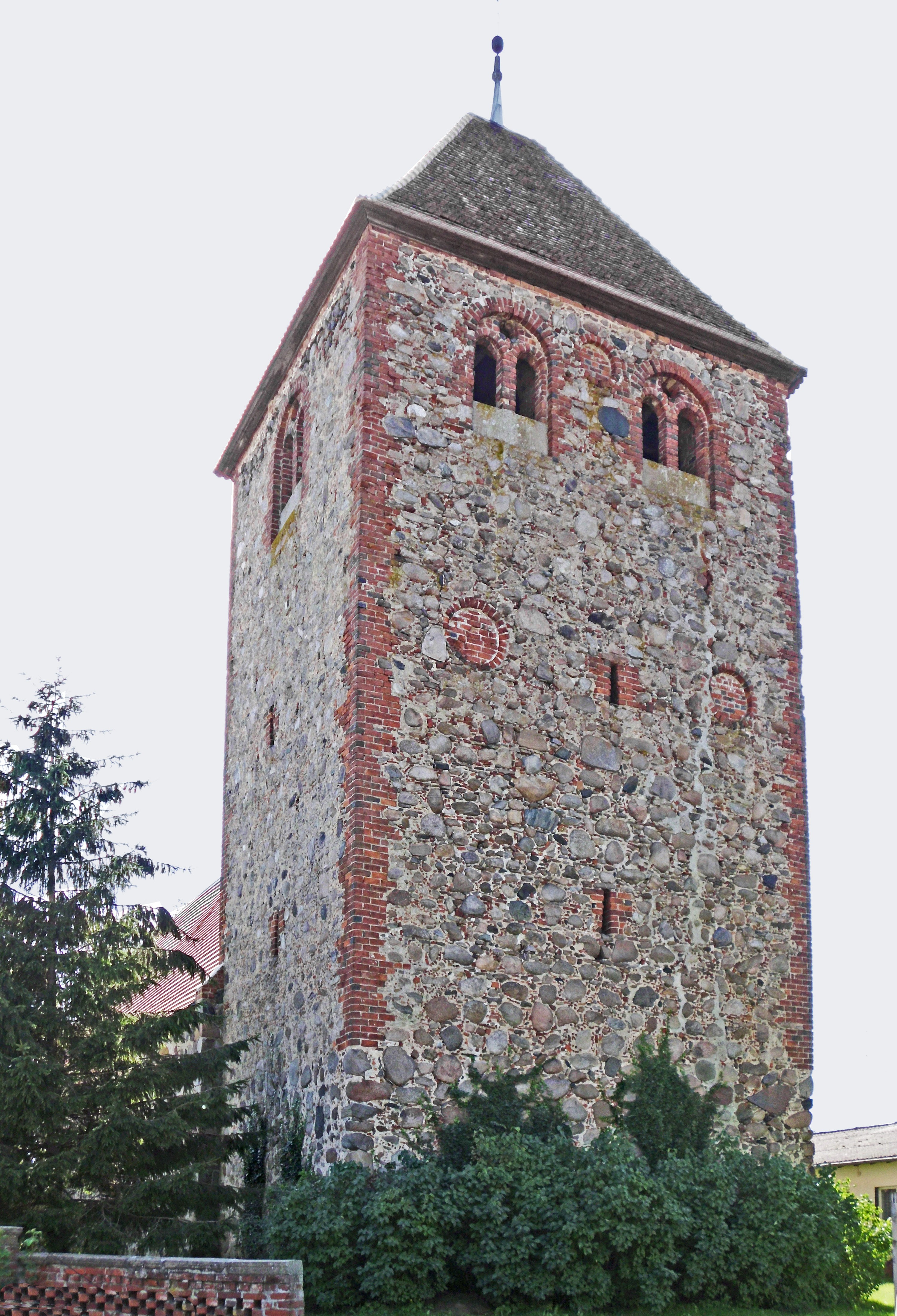
Dorfkirche Quitzow

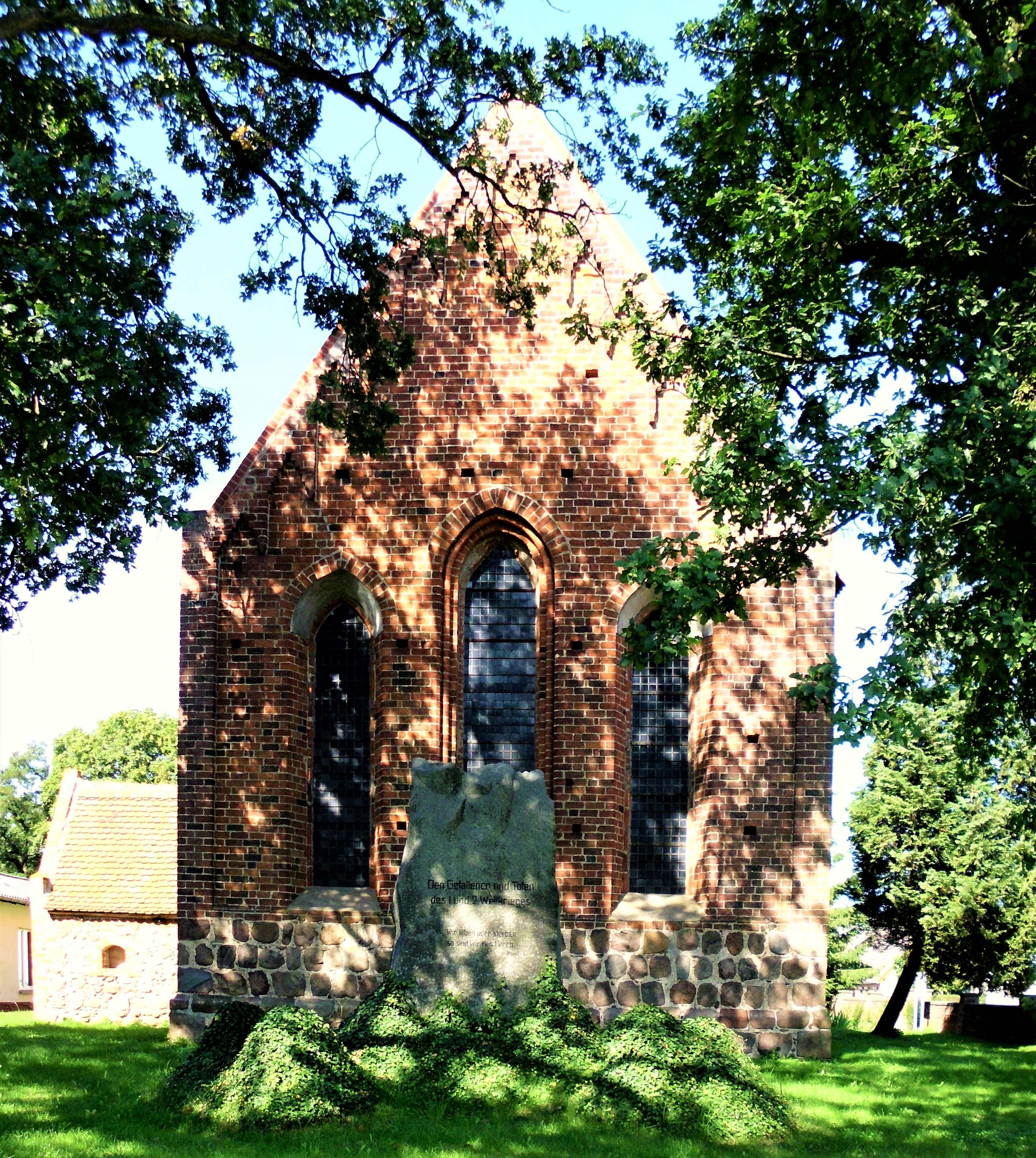
Ansicht von Osten

Die evangelische Dorfkirche Quitzow ist eine gotische Saalkirche im Ortsteil Quitzow von Perleberg im Landkreis Prignitz in Brandenburg. Sie gehört zum Pfarrsprengel Perleberg im Kirchenkreis Prignitz der Evangelischen Kirche Berlin-Brandenburg-schlesische Oberlausitz und wurde als Pfarrstelle des Vaters von Angela Merkel, Horst Kasner, bekannt. Die spätere Bundeskanzlerin wohnte in ihren ersten Lebensjahren im dortigen Pfarrhaus.

## Geschichte und Architektur
Das stattliche gotische Feldsteinbauwerk mit eingezogenem Chor und Westturm wurde unter dem Patronat der Familie von Quitzow in mehreren Abschnitten zu einer der bedeutendsten Dorfkirchen der Prignitz ausgebaut. Das flachgedeckte Schiff wurde aus sorgfältig behauenen Quadern mit umlaufendem gekehlten Sockel vermutlich zu Beginn des 14. Jahrhunderts erbaut, das Dachwerk wurde dendrochronologisch auf 1543 (d) datiert. Der eingezogene Rechteckchor in Backstein aus der Zeit um 1292 (d) ist von reicherer Gestalt. Die Ostseite ist mit drei hohen gestaffelten Lanzetten gestaltet, die mittlere in den Giebel hineinreichend, außen und innen mit umlaufendem Rundstab im profilierten Gewände. Die Giebelschrägen sind mit ansteigendem, aus den Ecklisenen sich entwickelndem Treppenfries verziert.
Die Fenster wurden größtenteils verändert; Ansätze lassen auf ehemals vorhandenes Maßwerk schließen (siehe die in der Anlage und vielen Details eng verwandte Kirche in Alt Ruppin). Die Portale auf Nord- und Südseite des Schiffs stammen aus der Bauzeit, die Gewände aus Formsteinen sind abgefast und abgerundet mit eingestellten Rundstäben, das nördliche mit markierter Kämpferzone, das zugesetzte südliche ist mit Lagen braunglasierter Ziegel versehen. Das außergewöhnlich reiche Chorsüdportal wurde um 1300 geschaffen; in Gewände und Archivolten sind Bündelstäbe und Taustab eingelegt, Kämpfer und Sockel sind mit Blattornament verziert, die den Portalen der Stadtpfarrkirche in Perleberg ähnlich sind; ursprünglich war dies vermutlich der Herrschaftseingang, der jetzt durch die Vorhalle von 1893 verdeckt ist (ein 1602 datierter Balken stammt vermutlich vom Vorläufer).
Der mächtige, quadratische Westturm wurde in der Zeit um 1500 aus Feldstein erbaut, das Stichbogenportal in der Südwand ist mit hoher Spitzbogenblende und die gekuppelten Schallöffnungen in Backstein verziert. Im lichten, weiträumigen Inneren ist eine Balkendecke eingezogen, der Chor ist mit gewölbter Holzdecke gedeckt (ursprünglich wegen des hohen Ostfensters vermutlich mit einer Holztonne), die Westempore ruht auf einer gedrehten Säule.
In den Jahren 1996/97 wurde die Kirche innen renoviert; das Dach wurde im Jahr 2010 neu eingedeckt.

## Ausstattung
Auf dem mittelalterlichen Blockaltar mit Weihekreuzen steht ein säulenflankierter Altaraufsatz von 1703 mit Akanthuswangen; das heutige Altarbild ist modern. Die achteckige, pokalförmige Sandsteintaufe stammt vermutlich aus dem 14. Jahrhundert; die schlichte Kanzel aus dem 18. Jahrhundert. Barocke Betstuben mit durchbrochenen Füllungen wurden unter die Westempore versetzt. Zwei Grabsteine mit Wappen wurden zu Anfang des 18. Jahrhunderts gesetzt.